# 北切維蔡斯 (馬里蘭州)
北切維蔡斯（英語：North Chevy Chase）是位於美國馬里蘭州蒙哥馬利縣的一個村落。

## 人口
根據2020年美國人口普查的數據，北切維蔡斯的面積為0.30平方千米，當中陸地面積為0.30平方千米，而水域面積為0.00平方千米。當地共有人口682人，而人口密度為每平方千米2,273人。